# Allobaccha pulchrifrons
Allobaccha pulchrifrons är en tvåvingeart som först beskrevs av Austen 1893.  Allobaccha pulchrifrons ingår i släktet Allobaccha och familjen blomflugor.
Artens utbredningsområde är Sri Lanka. Inga underarter finns listade i Catalogue of Life.